# Cunedagius
Cunedagius (Welsh: Kynedda) was volgens de legende, zoals beschreven door Geoffrey of Monmouth, koning van Brittannië van 796 v.Chr. - 761 v.Chr. Hij was de zoon van Henwinus, Hertog van Cornwall en Regan, de dochter van koning Leir.
Cunedagius was de rechtmatige troonopvolger van Leir, en verwierp de heerschappij van koningin Cordelia. Cordelia was op de troon gekomen nadat, toen Regan en haar zuster koning Leir hadden verbannen, Leir met de hulp van Cordelia en de Gallische edelen de troon heroverde.
Samen met zijn neef Marganus versloeg Cunedagius koningin Cordelia, waarna zij het land verdeelden. Cunedagius kreeg de heerschappij over het zuidwestelijk deel van het land, en Marganus over het noordoosten. Toen Marganus twee jaar later Cornwall binnenviel raakten de broers in een hevige oorlog, waarbij grote delen van Cornwall werden verwoest. Marganus vluchtte, en werd in Wales verslagen door Cunedagius, waardoor die koning van heel Brittannië werd. Hij regeerde 33 jaar, en werd opgevolgd door zijn zoon Rivallo.
Volgens de overlevering valt zijn regering samen met de profetieën van Jesaja, en de stichting van Rome door Romulus en Remus.